# Mai Trần
Mai Trần có tên đầy đủ là Mai Văn Thịnh (sinh năm 1954) là nam diễn viên kiêm đạo diễn kịch nói và điện ảnh người Việt Nam. Ông từng nổi tiếng tại miền nam Việt Nam trong thập niên 1970 và 1980; từ những năm 2000, ông bắt đầu chuyển sang làm diễn viên điện ảnh, đặc biệt là sau khi giành được giải Nam diễn viên phụ xuất sắc tại Giải Cánh diều 2005.

## Cuộc đời
Mai Trần có tên khai sinh là Mai Văn Thịnh, sinh năm 1954 tại Trà Vinh, mẹ của ông là vợ bé; khi ông ra đời, vợ lớn của cha ông quyết định đưa ông cho một gia đình gốc Hải Phòng làm con nuôi, vì hoàn cảnh khó khăn trong thời chiến và bà vợ lớn đã sinh được 3 người con trai, trong khi cha đẻ ông chỉ mong có con gái. Gia đình cha mẹ nuôi của Mai Trần sau đó chuyển ra Quảng Trị sinh sống, đến năm ông 6 tuổi họ lại chuyển vào Sài Gòn, ông lớn lên tại đây, lập nghiệp và kết hôn. Gia đình cha mẹ nuôi của ông thuộc diện khá giả, năm 1987 khi cha nuôi ông mất, ông mới biết sự thật. Ngay sau đó, Mai Trần vào Trà Vinh và tìm lại được cha đẻ nhưng cha ông không dám nhận ngay. Mai Trần đã mất thêm 10 năm để tìm được mẹ đẻ, bà lúc này đã lập gia đình khác và có thêm một vài người con riêng. Mai Trần còn có một người em gái cùng cha cùng mẹ.
Mai Trần kết hôn lần đầu với diễn viên Hải Yến, đồng nghiệp trong đoàn kịch Kim Cương, họ có một con gái. Mai Trần và Hải Yến là cặp đôi diễn viên hoạt động từ khi còn còn là sinh viên Trường Quốc gia Âm nhạc và Kịch nghệ, Hải Yến ít hơn một tuổi nhưng học trước ông hai khóa, họ được người hâm mộ gọi là "cặp đôi sóng thần". Vợ chồng ông sau đó li hôn, bà Yến sang Na Uy định cư, ông sống một mình và nuôi con gái một thời gian. Sau này con gái ông cũng sang Na Uy sống cùng mẹ. Mai Trần bắt đầu sa đà rượu chè cho đến năm 1999, ông gặp và kết hôn với Phan Ngọc Quỳnh Vân và có hai người con một trai – một gái. Bà Quỳnh Vân kém ông 20 tuổi, từng là công nhân bưu điện. Những năm về sau cuộc sống của ông ngày càng khó khăn, không có nhà cửa cố định, vợ con ông phải về ngoại còn ông lang thang theo các đoàn phim.
Từ năm 2012, cuộc sống gia đình Mai Trần ổn định hơn khi ông nhận được nhiều lời mời đóng phim. Năm 2018, ông bị tai biến mạch máu não lần thứ 2, sang đầu năm 2019 ông lại bị tắc mạch máu lên não tưởng chừng không qua khỏi và phải trải một ca phẫu thuật tim trong tháng 9 cùng năm. Di chứng của căn bệnh ảnh hưởng đến trí nhớ khiến ông không thể tiếp tục hoạt động nghệ thuật.

## Sự nghiệp
Năm 1970, Mai Trần thi đỗ vào Khoa Thoại kịch của Trường Quốc gia Âm nhạc và Kịch nghệ Sài Gòn cùng với Thương Tín, Minh Hoàng, Khánh Hoàng Ông từng xuất bản tập thơ khá hút khách sau đó, đến khi biến cố năm 1975 xảy ra, Trường Quốc gia Âm nhạc và Kịch nghệ sáp nhập và đổi tên thành trường Nghệ thuật Sân khấu 2, ông tiếp tục nhập học ngành đạo diễn và tốt nghiệp năm 1977. Việc từng phục vụ trong Quân lực Việt Nam Cộng hòa khiến bước đầu trong sự nghiệp của ông sau năm 1975 không thuận lợi, ông làm diễn viên tại Đoàn ca múa kịch tỉnh Đồng Nai. Mai Trần thuộc số hiếm nghệ sĩ Việt Nam có 2 bằng tốt nghiệp chính quy ở hai chế độ chính trị khác nhau. Nghệ danh Mai Trần được ghép từ họ của ông và người vợ đầu – diễn viên Hải Yến.
Sau vài năm hoạt động nghệ thuật, ông được Nghệ sĩ nhân dân Kim Cương mời về đoàn kịch của bà và có được vai chính Hoàng Tú trong vở "Nhân danh công lý", vở kịch được dàn dựng thành công giúp ông tạo được dấu ấn với khán giả. Đầu những năm 1990, khi sự nghiệp đang lên, ông bất ngờ bỏ ngang để kinh doanh đồ ăn vặt và mở lò bánh mì, thời gian này Lê Công Tuấn Anh (Lê Công) thường sang phụ giúp ông. Một thời gian sau, nghệ sĩ Kim Cương đã thuyết phục ông quay trở lại đoàn, ông vừa là diễn viên vừa là thành viên hội đồng nghệ thuật chuyên thẩm định vở diễn và tuyển chọn diễn viên mới. Ông đã xin nghệ sĩ Kim Cương cho Lê Công vào đoàn để chỉ dạy và là người thầy đầu tiên của ngôi sao điện ảnh này. Cuộc sống của Mai Trần chỉ đỡ cơ cực hơn từ khi ông nhận được lời mời làm đạo diễn cho nhiều vở cải lương trong đó có các vở của đạo diễn, NSƯT Thanh Điền và Thanh Nam. Khi ở đỉnh cao của sự nghiệp, Mai Trần bắt đầu sống buông thả, rượu chè khi hai vợ chồng chia tay.
Diễn viên Việt Anh đánh giá Mai Trần là người đa tài, ca hát, chơi đàn, làm thơ, võ thuật hay thể thao, ông từng được học, thi đấu, làm huấn luyện viên Việt Võ Đạo và từng thách đấu mà bất phân thắng bại với diễn viên Nguyễn Chánh Tín.
Năm 2006, Mai Trần giành được giải Nam diễn viên phụ xuất sắc hạng mục Phim truyện điện ảnh của Giải Cánh diều cho vai diễn Năm Đực trong bộ phim Sống trong sợ hãi do Bùi Thạc Chuyên đạo diễn. Dù giành giải thưởng, nhưng ông vẫn có chút ngậm ngùi khi nhận mình phù hợp làm diễn viên điện ảnh hơn dù có 30 năm làm diễn viên Kịch nói. Vai Năm Đực có thể nói là vai diễn chính diện, hiện lành đầu tiên của ông.
Năm 2023, dù trí nhớ không tốt nhưng Mai Trần vẫn được Nguyễn Quang Dũng động viên và mời tham gia bộ phim điện ảnh Đất rừng phương Nam đây là tác phẩm cuối cùng trong sự nghiệp diễn xuất của ông.

## Vai diễn

### Kịch nói[1]
- Lỗ Quý trong "Lôi Vũ"
- Hoàng Tú trong "Nhân danh công lý"
- Jourdan trong "Trưởng giả học làm sang"
- Ba Thợ Nhuộm trong "Hẻm nhỏ tình người"
- Fedorovsky trong "Đêm họa mi"[2]
- Giáo điên trong vở Ai điên?[2]

### Truyền hình
| Năm  | Tựa đề                              | Vai diễn      | Đạo diễn                       | Chú thích            |
| ---- | ----------------------------------- | ------------- | ------------------------------ | -------------------- |
| 1996 | Ông cố vấn                          | (lồng tiếng)  | Lê Dân                         |                      |
| 1997 | Những nẻo đường phù sa              | Sếp Tòng      | Châu Huế, Trần Ngọc Phong      |                      |
|      | Cô gái Trà Beng                     |               |                                | [ 4 ]                |
| 2002 | Bão rừng                            |               | Trần Ngọc Phong                |                      |
| 2003 | Xóm cũ                              | Thủ           | Lê Cung Bắc                    | Điện ảnh truyền hình |
| 2009 | Gia đình phép thuật                 | Chủ nhà       | Chu Thiện, Sun Oh              |                      |
| 2009 | Câu chuyện pháp đình (phần 1)       | Ba Trọng Nhân | Nguyễn Tường Phương            |                      |
| 2010 | Nhiệm vụ đặc biệt (phần 1)          | Y Hak         | Bùi Tuấn Dũng                  |                      |
| 2012 | Duyên nghiệp                        |               | Vũ Thái Hòa                    |                      |
| 2013 | Nghiệt oan                          | Ông Bình      | Hoàng Tuấn Cường               |                      |
| 2014 | Đại ca U70                          |               | Phi Tiến Sơn                   |                      |
| 2015 | Cuộc phiêu lưu của Hai Lúa (phần 2) | Ba Đời        | Hồ Ngọc Xum, Nhất Tuấn         |                      |
| 2016 | Trận đồ bát quái                    | Ông Hội       | Chu Thiện                      |                      |
| 2018 | Về quê cưới vợ                      |               |                                |                      |
| 2018 | Cõi mộng                            |               | Võ Việt Hùng, Nguyễn Tấn Phước |                      |
| 2018 | Mộng phù hoa                        |               | Quế Ngọc, Nam Yên              |                      |
| 2018 | Con gái bố già                      | Ông nát rượu  | Nguyễn Phương Điền             |                      |

### Điện ảnh
| Năm  | Tựa đề                         | Vai diễn          | Đạo diễn           | Chú thích |
| ---- | ------------------------------ | ----------------- | ------------------ | --------- |
| 1997 | Hạ sĩ quan                     | Hai Sơn           | Lê Dũng            |           |
| 2001 | Ba người đàn ông               | Lâm               | Trần Ngọc Phong    |           |
| 2005 | Sống trong sợ hãi              | Năm Đực           | Bùi Thạc Chuyên    |           |
| 2007 | Suối oan hồn                   | Đệ tử ông Nhạc    | Nguyễn Chánh Tín   |           |
| 2011 | Hoán đổi thân xác              | Ông già           | Nhất Trung         |           |
| 2013 | Bay vào cõi mộng               | Ba của Thiên Kim  | Nguyễn Phương Điền |           |
| 2013 | Hiệp sĩ guốc vông              |                   | Nguyễn Chánh Tín   |           |
| 2015 | Tôi thấy hoa vàng trên cỏ xanh | Tám Tàng          | Victor Vũ          |           |
| 2017 | Xóm Trọ 3D                     | Ba Tú             | Hoàng Tuấn Cường   |           |
| 2019 | Ròm                            | Ông Khắc          | Trần Thanh Huy     |           |
| 2021 | Bố già                         | Chủ tiệm mai táng | Trấn Thành         |           |
| 2023 | Đất rừng phương Nam            | ông Sáu Ngù       | Nguyễn Quang Dũng  |           |

### Khách mời truyền hình
- Ký ức vui vẻ (mùa 5)

## Giải thưởng
| Năm  | Giải thưởng         | Phim              | Đề cử                                           | Kết quả   | Chú thích |
| ---- | ------------------- | ----------------- | ----------------------------------------------- | --------- | --------- |
| 2006 | Giải Cánh diều 2005 | Sống trong sợ hãi | Nam diễn viên phụ xuất sắc phim truyện điện ảnh | Đoạt giải | [ 10 ]    |